# Mirt
Mirt je priimek več znanih Slovencev:
- Branko Mirt (*1958), športni padalec
- Darko Mirt (*1960), košarkar
- Franc Mirt (1860—1937), slikar
- Ivan Mirt, gospodarstvenik
- Jernej Mirt, razvijelec virtualne resničnosti
- Jožef Mirt (1894—1959), teolog in filozof
- Marijan Mirt (*1975), likovni umetnik - kipar in slikar
- Vera Mirt Levovnik (*1930), raziskovalka in organizatorka elektrotehniške informatike, predavateljica